# Shin’ichirō Tani
Shin’ichirō Tani (jap. 谷 真一郎 Tani Shin’ichirō; ur. 13 listopada 1968) – japoński piłkarz, reprezentant kraju.

## Kariera klubowa
Od 1991 do 1995 roku występował w klubie Kashiwa Reysol.

## Kariera reprezentacyjna
W reprezentacji Japonii zadebiutował w 1990.

## Statystyki
| Reprezentacja Japonii | Reprezentacja Japonii | Reprezentacja Japonii |
| Rok                   | Mecze                 | Gole                  |
| --------------------- | --------------------- | --------------------- |
| 1990                  | 1                     | 0                     |
| Razem                 | 1                     | 0                     |